# NBA 1957/58
NBA 1957/58 was het 12e seizoen van de NBA. Het begon op 22 oktober 1957 en eindigde op 12 april 1958, toen St. Louis Hawks de zesde wedstrijd van de NBA Finale met 110-109 won en daarmee op 4-2 kwam in de serie tegen verliezend finalist Boston Celtics. Bill Russell van Boston Celtics werd verkozen tot NBA Most Valuable Player.
St. Louis Hawks bereikte in 1957/58 voor het tweede jaar op rij (én voor de tweede keer in totaal) de NBA-finale en won zo haar eerste NBA-titel in de clubgeschiedenis. Het nam in de eindstrijd revanche op Boston Celtics, waarvan het een jaar eerder haar eerste NBA-finale verloor.

## Eindstand regulier seizoen
| Eastern Conference    | W  | V  |
| --------------------- | -- | -- |
| Boston Celtics        | 49 | 23 |
| Syracuse Nationals    | 41 | 31 |
| Philadelphia Warriors | 37 | 35 |
| New York Knicks       | 35 | 37 |

| Western Conference | W  | V  |
| ------------------ | -- | -- |
| St. Louis Hawks    | 41 | 31 |
| Detroit Pistons    | 33 | 39 |
| Cincinnati Royals  | 33 | 39 |
| Minneapolis Lakers | 19 | 53 |

## Playoffs
|  | Division Semifinals   | Division Semifinals   |                |   | Division Finals | Division Finals |  |  | NBA Finals | NBA Finals |
|  |                       |                       |                |   |                 |                 |  |  |            |            |
|  |                       |                       |                |   |                 |                 |  |  |            |            |
|  |                       |                       |                |   |                 |                 |  |  |            |            |
|  |                       |                       |                |   |                 |                 |  |  |            |            |
|  | Boston Celtics        |                       |                |   |                 |                 |  |  |            |            |
|  |                       |                       |                |   |                 |                 |  |  |            |            |
|  | Bye                   |                       |                |   |                 |                 |  |  |            |            |
|  | Boston Celtics        | 4                     |                |   |                 |                 |  |  |            |            |
|  | Boston Celtics        | 4                     |                |   |                 |                 |  |  |            |            |
|  |                       | Philadelphia Warriors | 1              |   |                 |                 |  |  |            |            |
|  | Philadelphia Warriors | Philadelphia Warriors | 1              | 2 |                 |                 |  |  |            |            |
|  | Philadelphia Warriors |                       |                | 2 |                 |                 |  |  |            |            |
|  | Syracuse Nationals    | 1                     |                |   |                 |                 |  |  |            |            |
|  | Syracuse Nationals    | 1                     | Boston Celtics | 2 |                 |                 |  |  |            |            |
|  |                       |                       | Boston Celtics | 2 |                 |                 |  |  |            |            |
|  |                       | St. Louis Hawks       | 4              |   |                 |                 |  |  |            |            |
|  | St. Louis Hawks       | St. Louis Hawks       | 4              |   |                 |                 |  |  |            |            |
|  |                       |                       |                |   |                 |                 |  |  |            |            |
|  | Bye                   |                       |                |   |                 |                 |  |  |            |            |
|  | St. Louis Hawks       | 4                     |                |   |                 |                 |  |  |            |            |
|  | St. Louis Hawks       | 4                     |                |   |                 |                 |  |  |            |            |
|  |                       | Detroit Pistons       | 1              |   |                 |                 |  |  |            |            |
|  | Cincinnati Royals     | Detroit Pistons       | 1              | 0 |                 |                 |  |  |            |            |
|  | Cincinnati Royals     |                       |                | 0 |                 |                 |  |  |            |            |
|  | Detroit Pistons       | 2                     |                |   |                 |                 |  |  |            |            |
|  | Detroit Pistons       | 2                     |                |   |                 |                 |  |  |            |            |

## Beste statistieken
- Meeste punten: George Yardley (Detroit Pistons)
- Meeste rebounds: Bill Russell (Boston Celtics)
- Meeste assists: Bob Cousy (Boston Celtics)
- Hoogste percentage veldscores: Jack Twyman (Cincinnati Royals)
- Hoogste percentage vrije worpen: Dolph Schayes (Syracuse Nationals)

1950 · 1951 · 1952 · 1953 · 1954 · 1955 · 1956 · 1957 · 1958 · 1959 · 
1960 · 1961 · 1962 · 1963 · 1964 · 1965 · 1966 · 1967 · 1968 · 1969 · 
1970 · 1971 · 1972 · 1973 · 1974 · 1975 · 1976 · 1977 · 1978 · 1979 · 
1980 · 1981 · 1982 · 1983 · 1984 · 1985 · 1986 · 1987 · 1988 · 1989 · 
1990 · 1991 · 1992 · 1993 · 1994 · 1995 · 1996 · 1997 · 1998 · 1999 · 
2000 · 2001 · 2002 · 2003 · 2004 · 2005 · 2006 · 2007 · 2008 · 2009 · 
2010 · 2011 · 2012 · 2013 · 2014 · 2015 · 2016 · 2017 · 2018 · 2019 · 
2020 · 2021 · 2022 · 2023 · 2024